# 马里奥·诺韦利
马里奥·诺韦利（義大利語：Mario Novelli，1913年10月12日—？），生于奥匈帝国普拉，意大利男子篮球运动员。他曾代表意大利获得1936年夏季奥运会男子篮球比赛第七名。他也参加了1939年欧洲篮球锦标赛，获得第六名。